# Administrativní dělení Bolívie

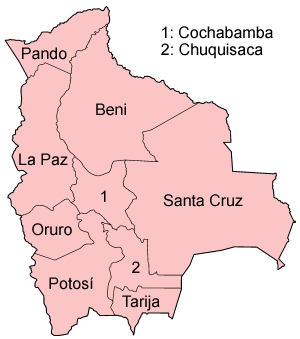
Departementy Bolívie

Departement je český výraz pro správní celky několika zemí po celém světě. Španělský výraz je departamento. Bolívie je unitární stát, který se skládá z 9 departementů. Ty se dál dělí na 112 provincií.
| departement | hlavní město            | populace (2024) | rozloha (km²) | nadmořská výška hl. města | počet provincií |
| ----------- | ----------------------- | --------------- | ------------- | ------------------------- | --------------- |
| Beni        | Trinidad                | 477 441         | 213 564       | 236 m n. m.               | 8               |
| Chuquisaca  | Sucre                   | 600 132         | 51 524        | 2 790 m n. m.             | 10              |
| Cochabamba  | Cochabamba              | 2 005 373       | 55 631        | 2 558 m n. m.             | 16              |
| La Paz      | La Paz                  | 3 022 566       | 133 985       | 3 640 m n. m.             | 20              |
| Oruro       | Oruro                   | 570 194         | 53 588        | 3 709 m n. m.             | 16              |
| Pando       | Cobija                  | 130 761         | 63 827        | 221 m n. m.               | 5               |
| Potosí      | Potosí                  | 856 419         | 118 218       | 4 070 m n. m.             | 16              |
| Santa Cruz  | Santa Cruz de la Sierra | 3 115 386       | 370 621       | 416 m n. m.               | 15              |
| Tarija      | Tarija                  | 534 348         | 37 623        | 1 866 m n. m.             | 6               |
| Bolívie     | Sucre                   | 11 312 620      | 1 098 581     |                           | 112             |